# Mineral (Illinois)
Mineral és una població dels Estats Units a l'estat d'Illinois. Segons el cens del tenia 272 habitants.

## Demografia
Segons el cens del 2000, Mineral tenia 272 habitants, 109 habitatges, i 79 famílies. La densitat de població era de 338,8 habitants/km².
Dels 109 habitatges en un 30,3% hi vivien nens de menys de 18 anys, en un 53,2% hi vivien parelles casades, en un 14,7% dones solteres, i en un 27,5% no eren unitats familiars. En el 22,9% dels habitatges hi vivien persones soles l'11% de les quals corresponia a persones de 65 anys o més que vivien soles. El nombre mitjà de persones vivint en cada habitatge era de 2,5 i el nombre mitjà de persones que vivien en cada família era de 2,91.
Per edats la població es repartia de la següent manera: un 24,3% tenia menys de 18 anys, un 10,7% entre 18 i 24, un 25,7% entre 25 i 44, un 21,3% de 45 a 60 i un 18% 65 anys o més.
L'edat mediana era de 38 anys. Per cada 100 dones de 18 o més anys hi havia 89 homes.
La renda mediana per habitatge era de 38.000 $ i la renda mediana per família de 41.875 $. Els homes tenien una renda mediana de 33.125 $ mentre que les dones 16.375 $. La renda per capita de la població era de 23.017 $. Aproximadament el 4,8% de les famílies i el 8,4% de la població estaven per davall del llindar de pobresa.

## Poblacions més properes
El següent diagrama mostra les poblacions més properes.